# Бырминское сельское поселение
Бырминское се́льское поселе́ние — бывшее муниципальное образование в Кунгурском районе Пермского края Российской Федерации.
Административный центр — село Бырма.
В 2018 году объединено с Калининским сельским поселением.

## История
Статус и границы сельского поселения установлены Законом Пермской области от 27 декабря 2004 года № 1987—436 «Об утверждении границ и о наделении статусом муниципальных образований Кунгурского района Пермской области».
Законом Пермского края от 28 мая 2018 года N 241-ПК утратило статус самостоятельного муниципального образования и было объединено с Калининским сельским поселением.

## Население
| 2010 | 2012  | 2013  | 2014  | 2015  | 2016  | 2017  | 2018  |
| ---- | ----- | ----- | ----- | ----- | ----- | ----- | ----- |
| 1433 | ↗1444 | ↘1380 | ↘1339 | ↘1283 | ↘1241 | ↘1217 | ↘1183 |

## Состав сельского поселения
| №  | Населённый пункт     | Тип населённого пункта       | Население |
| -- | -------------------- | ---------------------------- | --------- |
| 1  | Барановка            | деревня                      | 9         |
| 2  | Берёзовка            | деревня                      | 49        |
| 3  | Бырма                | село, административный центр | 709       |
| 4  | Верх-Турка           | деревня                      | 51        |
| 5  | Каразельга           | деревня                      | 28        |
| 6  | Ключ                 | деревня                      | 66        |
| 7  | Красный Берег        | деревня                      | 150       |
| 8  | Липовка              | деревня                      | 75        |
| 9  | Пигасовка            | деревня                      | 14        |
| 10 | Подлиповка           | деревня                      | 24        |
| 11 | Подъельничная        | деревня                      | 63        |
| 12 | Савлек               | деревня                      | 39        |
| 13 | Талачик              | деревня                      | 68        |
| 14 | Татарская Шишмара    | посёлок                      | 42        |
| 15 | Туркское Лесничество | посёлок                      | 46        |